# Sanlúcar la Mayor (kommunhuvudort)
Sanlúcar la Mayor är en kommunhuvudort i Spanien.   Den ligger i provinsen Provincia de Sevilla och regionen Andalusien, i den sydvästra delen av landet, 400 km sydväst om huvudstaden Madrid. Sanlúcar la Mayor ligger 141 meter över havet och antalet invånare är 12 749.
Terrängen runt Sanlúcar la Mayor är huvudsakligen platt. Sanlúcar la Mayor ligger uppe på en höjd. Runt Sanlúcar la Mayor är det ganska tätbefolkat, med 149 invånare per kvadratkilometer. Närmaste större samhälle är Mairena del Aljarafe, 13,2 km öster om Sanlúcar la Mayor. Trakten runt Sanlúcar la Mayor består till största delen av jordbruksmark.